# Bad Schmiedeberg
Bad Schmiedeberg is een plaats in de Duitse deelstaat Saksen-Anhalt, gelegen in de Landkreis Wittenberg. De plaats telt 8.129 inwoners.

## Indeling gemeente
De volgende Ortschaften maken deel uit van de gemeente:

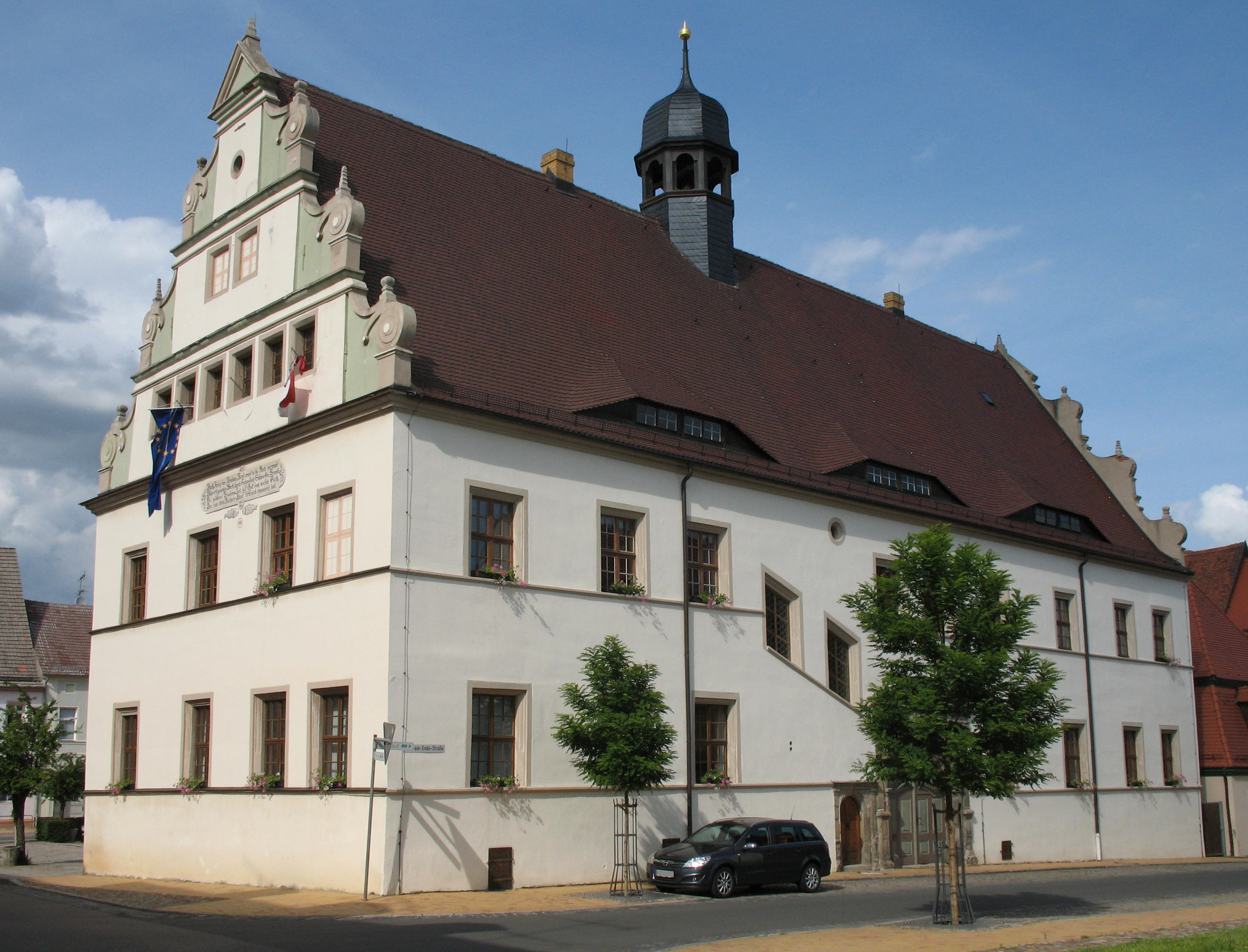
Gemeentehuis

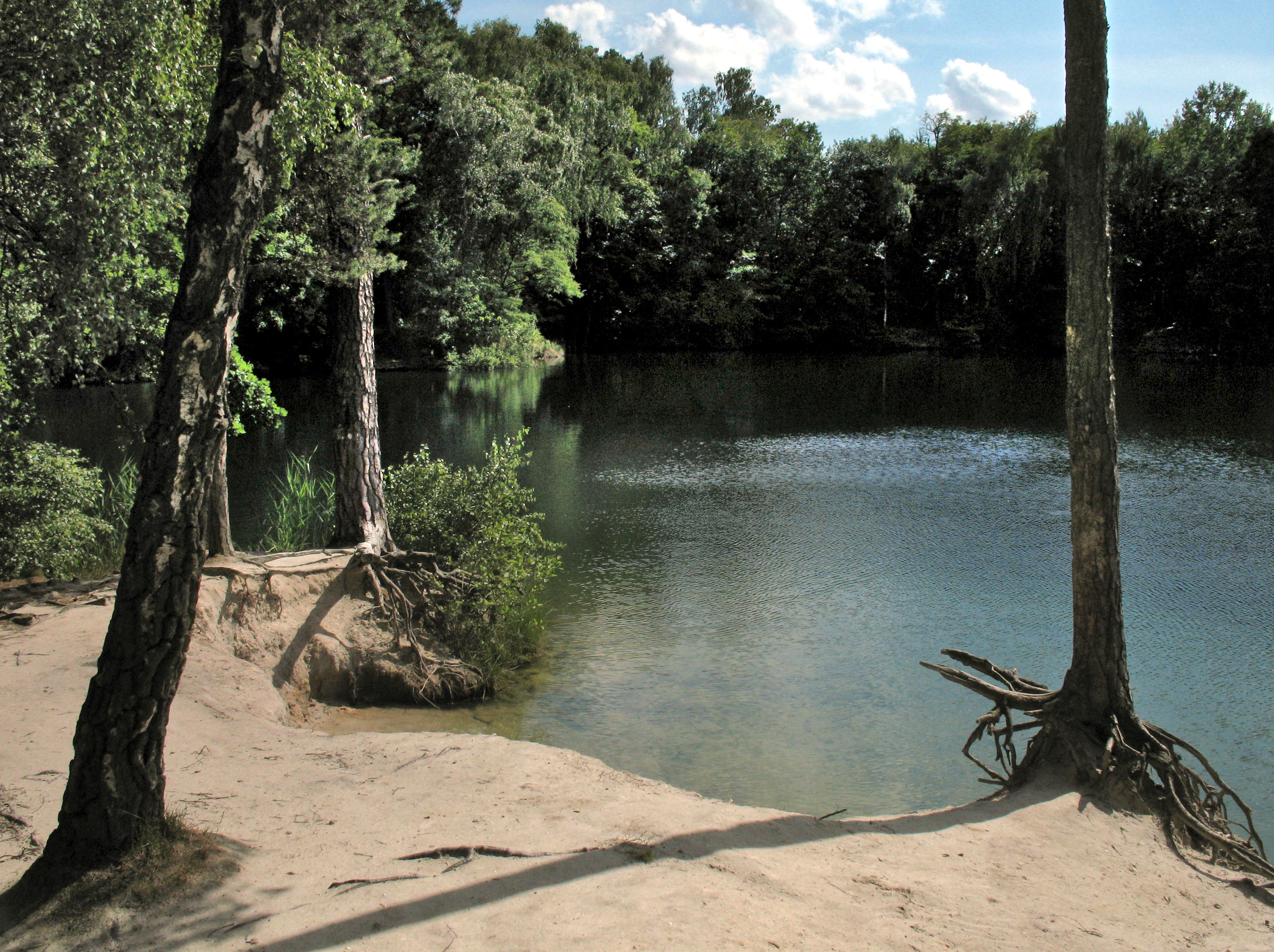
„Blaues Auge“

- Bad Schmiedeberg
- Korgau
- Meuro
- Pretzsch (Elbe)
- Priesitz
- Schnellin
- Söllichau
- Trebitz

Annaburg ·
Bad Schmiedeberg ·
Coswig (Anhalt) ·
Gräfenhainichen ·
Jessen (Elster) ·
Kemberg ·
Oranienbaum-Wörlitz ·
Wittenberg ·
Zahna-Elster